# Ogulin
Ogulin est une ville et une municipalité située dans le comitat de Karlovac, en Croatie. Au recensement de 2001, la municipalité comptait 15 054 habitants, dont 75,66 % de Croates et 20,84 % de Serbes et la ville seule comptait 8 712 habitants.

## Histoire

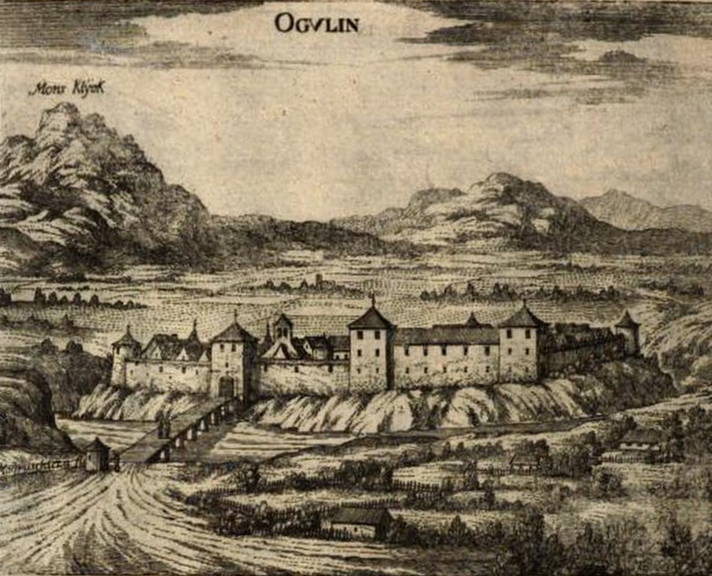
Ogulin 1689
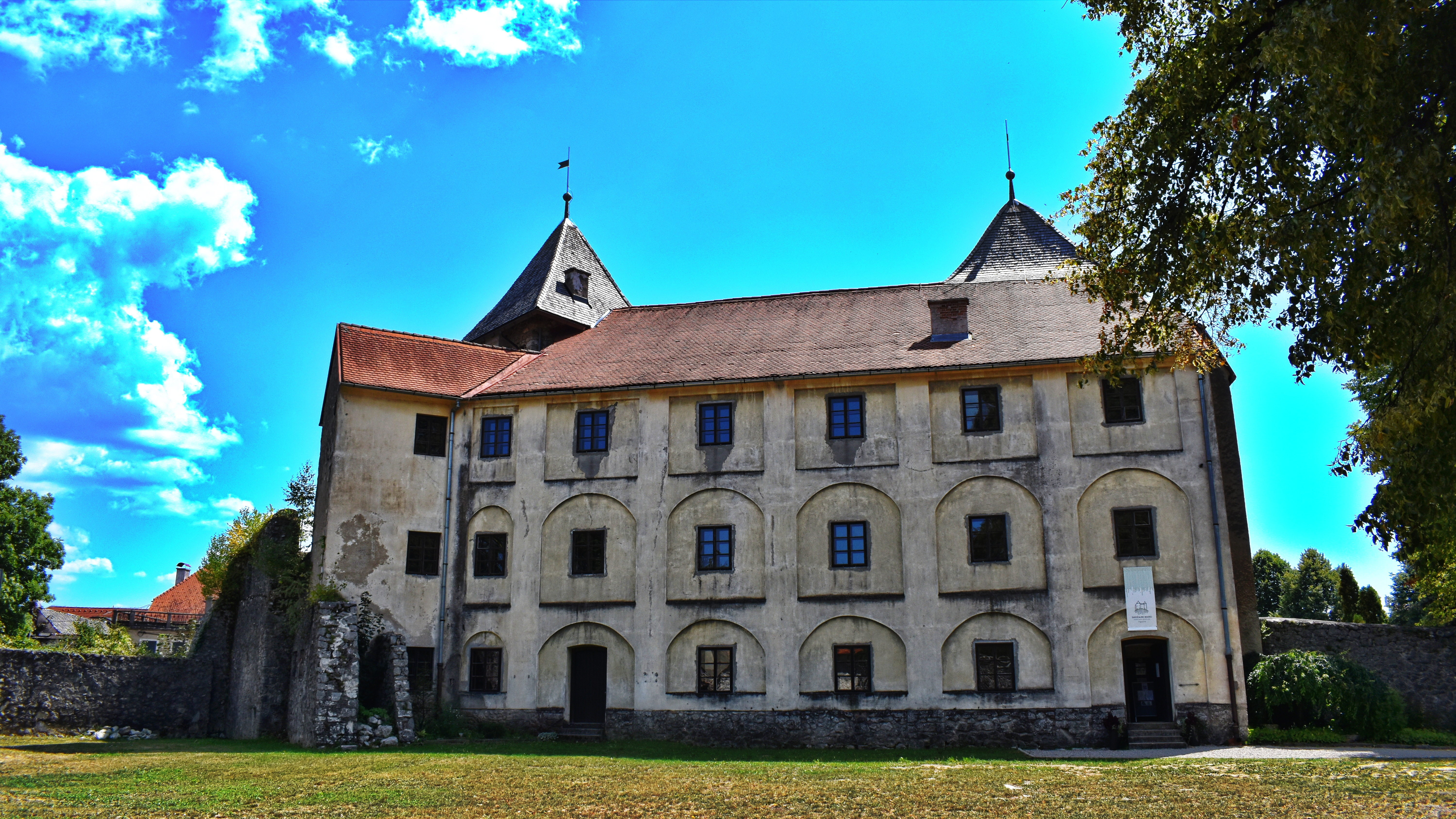
Stari grad Ogulin
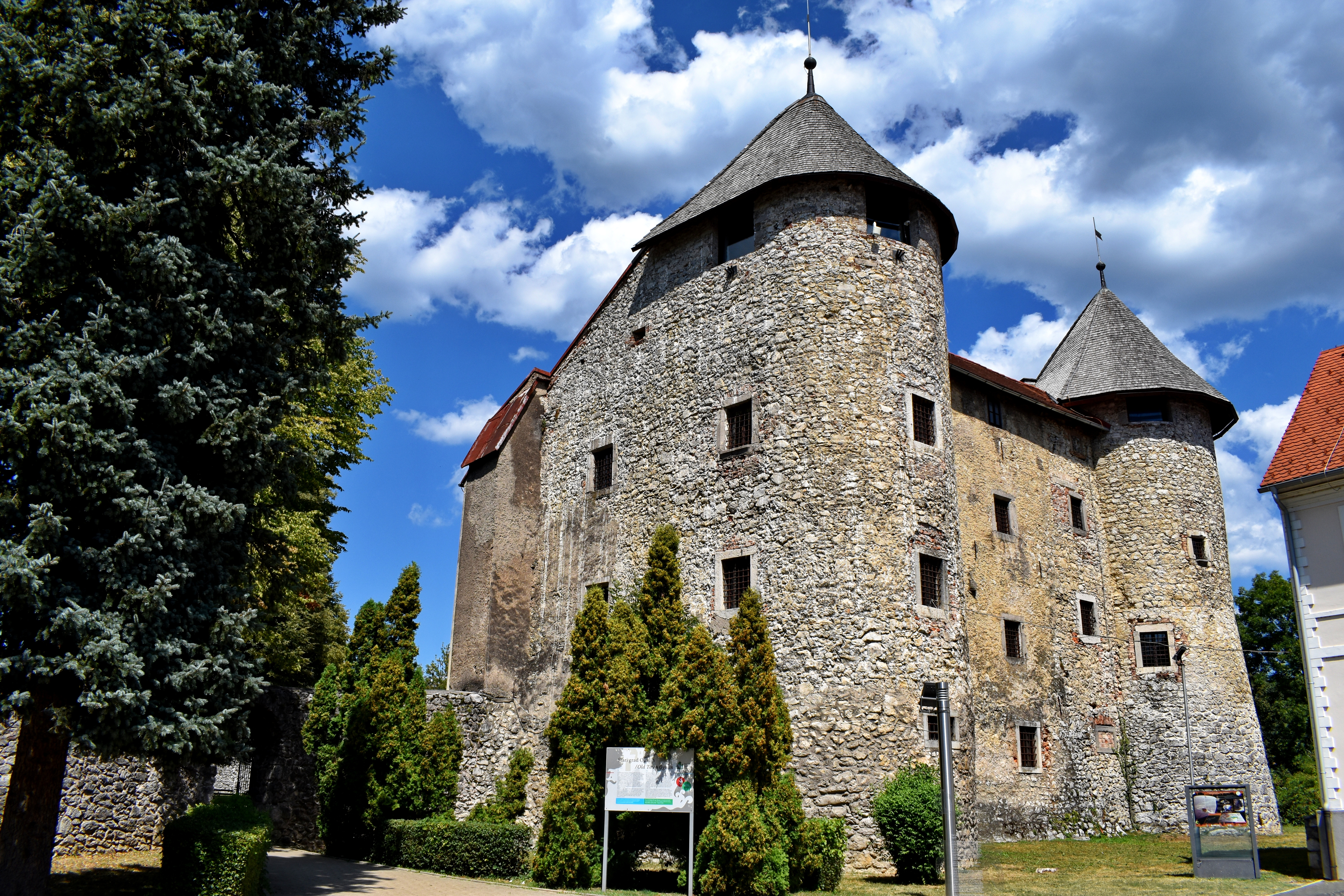
Stari grad Ogulin

## Localités
La municipalité de Ogulin compte 25 localités :
| - Desmerice - Donje Dubrave - Donje Zagorje - Drežnica - Dujmić Selo - Gornje Dubrave - Gornje Zagorje - Hreljin Ogulinski - Jasenak - Marković Selo - Prapuče - Ogulin - Otok Oštarijski | - Ponikve - Popovo Selo - Potok Musulinski - Puškarići - Ribarići - Sabljak Selo - Salopek Selo - Sveti Petar - Trošmarija - Turkovići Ogulinski - Vitunj - Zagorje |

## Personnalités
- Ivana Brlić-Mažuranić (1874-1938), auteur croate de contes et d'histoire pour enfants.

## Coopération internationale
Ogulin a signé un accord de partenariat avec la municipalité de Voždovac en Serbie.
Ogulin est également jumelée avec la commune Française de Gignac dans l'Hérault.